# Pomarkku
Pomarkku (szw. Påmark) – gmina w Finlandii, położona w południowo-zachodniej części kraju, należąca do regionu Satakunta.